# Szolnok Soldiers 2009
Questa voce raccoglie le informazioni riguardanti i Szolnok Soldiers nelle competizioni ufficiali della stagione 2009.

## Divízió II 2009

### Stagione regolare
| 5 aprile 2009 1ª giornata | Debrecen Gladiators | 12 – 20 | Szolnok Soldiers |  |

| 1º maggio 2009 5ª giornata | Szolnok Soldiers | 20 – 0 | Eger Heroes |  |

| 9 maggio 2009 6ª giornata | Szolnok Soldiers | 0 – 6 | Debrecen Gladiators |  |

| 31 maggio 2009 9ª giornata | Eger Heroes | 6 – 14 | Szolnok Soldiers |  |

### Playoff
| 20 giugno 2009 Quarti di finale | Szolnok Soldiers | 20 – 0 | Újpest Bulldogs |  |

| 4 luglio 2009 Semifinale | Zala Predators | 29 – 18 (0-0 19-2 7-8 3-8) | Szolnok Soldiers |  |

## Statistiche di squadra
| Competizione      | %Vittorie | In casa | In casa | In casa | In casa | In casa | In casa | In trasferta | In trasferta | In trasferta | In trasferta | In trasferta | In trasferta | Totale | Totale | Totale | Totale | Totale | Totale |
| Competizione      | %Vittorie | G       | V       | N       | P       | Pf      | Ps      | G            | V            | N            | P            | Pf           | Ps           | G      | V      | N      | P      | Pf     | Ps     |
| ----------------- | --------- | ------- | ------- | ------- | ------- | ------- | ------- | ------------ | ------------ | ------------ | ------------ | ------------ | ------------ | ------ | ------ | ------ | ------ | ------ | ------ |
| Stagione regolare | .750      | 2       | 1       | 0       | 1       | 20      | 6       | 2            | 2            | 0            | 0            | 34           | 18           | 4      | 3      | 0      | 1      | 54     | 24     |
| Playoff           | .500      | 1       | 1       | 0       | 0       | 20      | 0       | 1            | 0            | 0            | 1            | 18           | 28           | 2      | 1      | 0      | 1      | 38     | 28     |
| Totale            | .667      | 3       | 2       | 0       | 1       | 40      | 6       | 3            | 2            | 0            | 1            | 34           | 18           | 6      | 4      | 0      | 2      | 92     | 52     |